# Jevhen Levyckyj
Jevhen Levyckyj, cyrilicí Євген Левицький (17. ledna 1870 Kačanivka – 21. listopadu 1925 Vídeň), byl rakouský právník a politik ukrajinské (rusínské) národnosti z Haliče, na počátku 20. století poslanec Říšské rady.

## Biografie
V době nástupu do parlamentu je uváděn jako advokát v Zoločivu. Vystudoval gymnázium v Ternopilu, pak práva na Vídeňské univerzitě a Lvovské univerzitě. Získal titul doktora práv a pracoval coby advokát ve Vídni.
V roce 1892 předsedal Všeslovanskému studentskému sjezdu ve Vídni. V roce 1890 se podílel na založení Ukrajinské radikální strany. Po rozkolu ve straně spoluzakládal roku 1899 Ukrajinskou národně demokratickou stranu.
Působil také coby poslanec Říšské rady (celostátního parlamentu Předlitavska), kam usedl ve volbách do Říšské rady roku 1907, konaných poprvé podle všeobecného a rovného volebního práva. Byl zvolen za obvod Halič 59 (Obertyn-Tłumacz-Potok Złoty-Stanisławów-Tyśmienica-Bohorodczany). Mandát obhájil ve volbách do Říšské rady roku 1911.
V době svého působení na Říšské radě je uváděn coby zástupce Ukrajinské národně demokratické strany. Po volbách roku 1907 byl uváděn coby člen poslaneckého Rusínského klubu. Po volbách roku 1911 zasedal v klubu Ukrajinské parlamentní zastoupení.
Za první světové války byl předsedou Ukrajinské národní rady ve Vídni a podílel se na osvětové práci mezi ukrajinskými zajatci ruské armády. Po válce, v době krátké existence Západoukrajinské lidové republiky, se stal vyslancem tohoto státního útvaru ve Švýcarsku, pak v Německu. V letech 1920–1923 byl vedoucím mise exilové vlády Západoukrajinské lidové republiky v Československu. Roku 1923 sae vrátil do Vídně.